# 勒拿湖
勒拿湖（Lake Lerna），是曾经存在于希腊伯罗奔尼撒半岛南部的一个湖区，由许多喷泉、湖泊和沼泽组成，该地以九头蛇的故乡闻名。

## 历史
根据地质学家的勘探，发现勒拿湖是一个位于阿尔戈斯以南爱琴海边的一个淡水潟湖，早在新石器时代湖岸便已有人类活动的遗址，但是由于未知的原因遭到了废弃。到了青铜时代，该湖虽然已经遭到一定的瘀塞，直径仍有约4.7公里。迈锡尼兴起之后，该湖沿岸变成了墓地，在公元前12世纪中叶，该湖再一次被废弃。随着周边森林被破坏殆尽，勒拿湖逐渐缩小，变成了一片沼泽，最后的遗存也在19世纪彻底消失。
在希腊神话中，勒拿湖是波塞冬的作品，也是通往地狱的入口，据传说，九头蛇就是地狱入口的守护者。